# Ширмахер (оазис)
Ширмахер (на немски: Schirmacher-Oase; на английски: Schirmacher Oasis) е антарктически „оазис“, разположен на Брега принцеса Астрид на Земя кралица Мод в Източна Антарктида. Площта му е около 35 km² и представлява свободна от ледове територия. На север шелфовият ледник Лазарев с ширина около 80 km го отделя от водите на море Лазарев, част от атлантическия сектор на Южния океан.
Представлява съчетание от ниски и заоблени хълмове с височина до 221 m, разделени от понижения, в които се намират многочислени езера. Покрай северната част на оазиса са разположени езера, съединяващи се под шелфовия ледник с морските води, за което свидетелства отчетливите изражения на приливните колебания на нивото на водите им. Климатът е относително мек за Антарктида, като средната годишна температура съставлява -10,4 °C, средногодишната скорост на вятъра – 9,7 m/s, годишна сума на валежите – 264,5 mm, а средномесечна сума на слънчевото греене е 350 часа..
„Оазисът“ е открит на 3 февруари 1939 г. от германския летец Рихардхайнрих Ширмахер, участник в германската антарктическа експедиция 1938 – 39 г., възглавявана от Алфред Ричер. През същия месец оазисът е топографски заснет и картиран от германските изследователи. На територията на оазиса са разположени постоянно функциониращите антарктически станции – руската Новолазаревская и индийската Майтри.